# Mnemosyne lifiniensis
Mnemosyne lifiniensis är en insektsart som beskrevs av Van Stalle 1985. Mnemosyne lifiniensis ingår i släktet Mnemosyne och familjen kilstritar. Inga underarter finns listade i Catalogue of Life.